# Cyphoderus gisini
Cyphoderus gisini is een springstaartensoort uit de familie van de Cyphoderidae. De wetenschappelijke naam van de soort is voor het eerst geldig gepubliceerd in 1967 door Gruia.